# 입실론프로테오박테리아
입실론프로테오박테리아(Epsilonproteobacteria)는 프로테오박테리아문에 속하는 세균 강의 하나이다. 다른 모든 프로테오박테리아처럼 그람-음성균이다. 울리넬라속 (Wolinella)과 헬리코박테르속(Helicobacter), 캄퓔로박테르속 (Campylobacter) 등이 잘 알려져 있다.

## 하위 목
- 캄퓔로박테리아목 (Campylobacterales)
- 나우틸리아목 (Nautiliales)